# Nokia 7210
Nokia 7210 este un telefon mobil produs de Nokia a fost disponibil din octombrie 2002. Funcționează pe 5 continente în rețelele GSM 900/1800/1900.

## Descriere
Ecranul are dimensiunea de 1,5 inchi cu rezoluția de 128 x 128 pixeli care suportă până la 4096 de culori.
Are dotările un difuzor, apel de conferințe, sprijin pentru e-mail, mesaje text și imagine, o carte de telefon cu 300 de nume, o listă de rezolvat, un calendar, un calculator, un convertor valutar, un cronometru și un ceas cu alarmă.
Cu software-ul Nokia PC Suite se poate sincroniza wireless cartea de telefon, calendarul și listele de rezolvat prin portul Infraroșu sau printr-un kit de conectivitate USB opțional.
Are două jocuri preinstalate: Triple Pop și Bounce.
Are 32 de tonuri polifonice și 10 mesaje cu imagini în memorie. Este compatibil J2ME se ptt descărca jocuri și aplicații prin GPRS. 
Memoria internă este de 725 KB și are radio FM încorporat.
Bateria de 780 mAh oferă până la 4 ore de convorbire și până la 10 zile de stand-by.
Valoarea SAR pentru Europa este de 1.29 W/kg și pentru Statele Unite de 1.00 W/kg.